# Nanfeng
För andra betydelser, se Nanfeng (olika betydelser).
Nanfeng är ett härad som lyder under Fuzhous stad på prefekturnivå i Jiangxi-provinsen i sydöstra Kina.